# Bruno Himpkamp

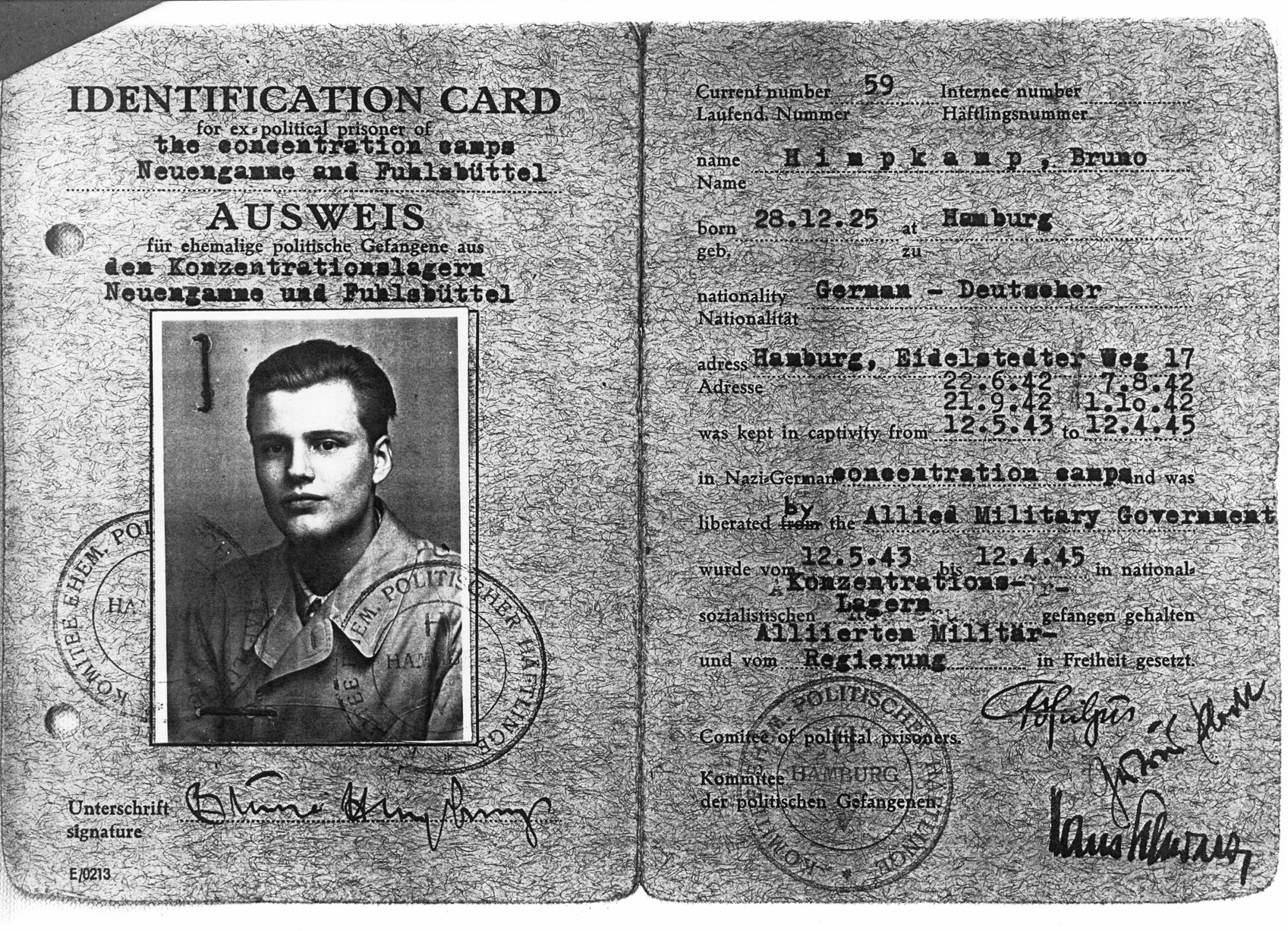
Alliierter Ausweis für den ehemaligen politischen Häftling Bruno Himpkamp

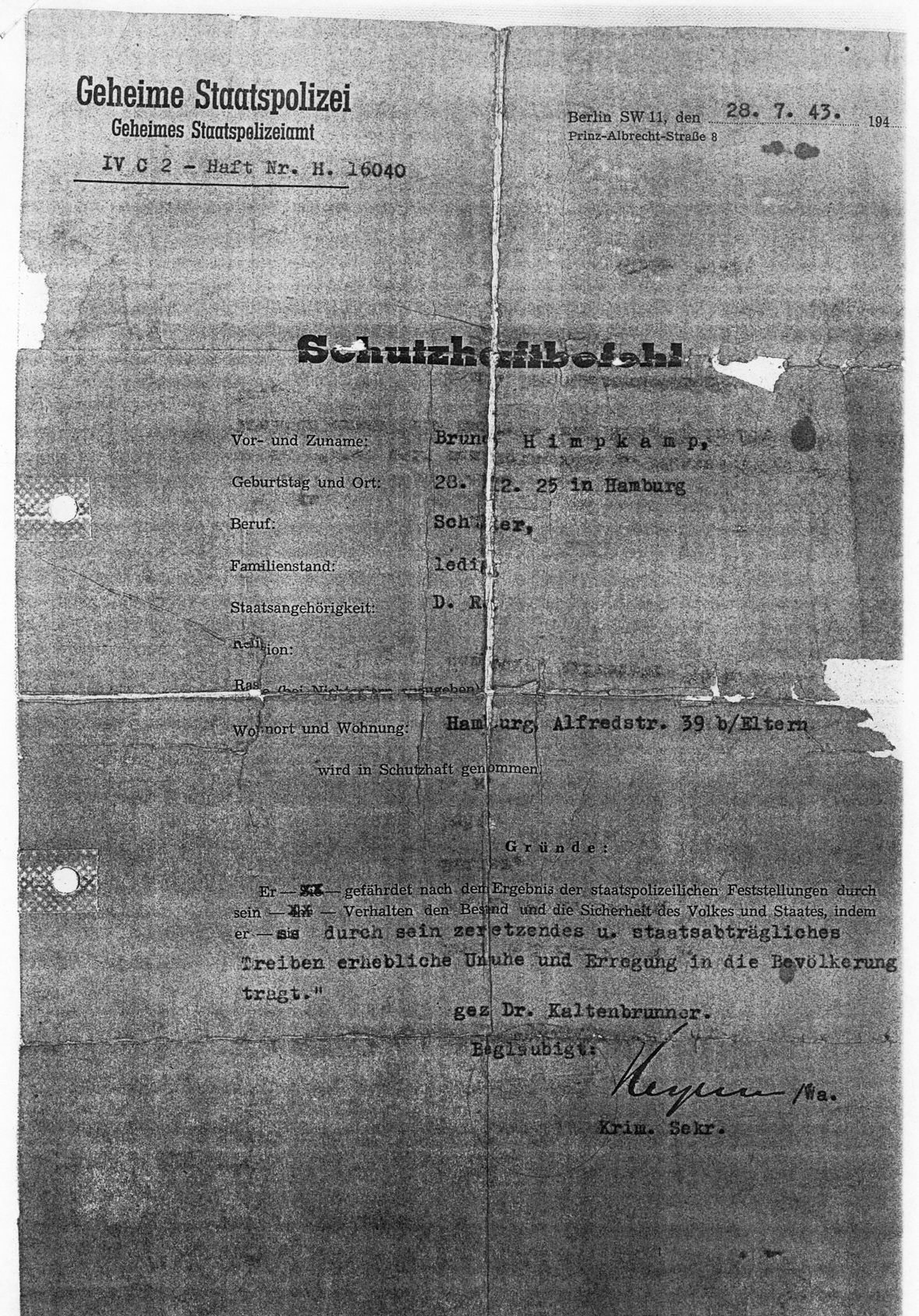
Schutzhaftbefehl gegen Bruno Himpkamp, unterzeichnet von Ernst Kaltenbrunner

Bruno Himpkamp (* 28. Dezember 1925 in Hamburg; † 8. Dezember 2008 ebenda) war während der Zeit des Nationalsozialismus Anhänger der Swingboys und Mitglied der Weißen Rose Hamburg.

## Leben
Bruno Himpkamp war Schüler der Wichern-Schule in Hamburg-Horn. 1942 musste er diese verlassen, da ihm vorgeworfen wurde, er hätte seine Mitschüler politisch beeinflusst und gefährdet. Er mochte Jazz und hörte regelmäßig verbotene ausländische Rundfunksender. So wurden ihm auch die politische Unterdrückung und die rassenideologisch begründete Verfolgung der Juden im Deutschen Reich bekannt und bewusst. Mit seinen Freunden Thorsten Müller und Gerd Spitzbarth schloss er sich der Swing-Jugend an. Im Sommer 1942 wurde er in einer groß angelegten Verhaftungswelle der Gestapo gegen „amerikanisierte“ Jugendliche kurzzeitig festgenommen.
Über den vier Jahre älteren Hans Leipelt, der zeitweise sein Nachhilfelehrer gewesen war, kamen er und seine Freunde ab April 1943 in Kontakt zu dem Hamburger Zweig der Widerstandsgruppe Weiße Rose. Zwischen einzelnen Beteiligten fanden Überlegungen und Diskussionen darüber statt, aufsehenerregende Protestaktionen gegen das NS-Regime durchzuführen. So überlegte man, einen Demonstrationsmarsch über den Jungfernstieg zu veranstalten oder gar die Hamburger Gestapo-Zentrale an der Stadthausbrücke oder die Lombardsbrücke in die Luft zu sprengen. Diese Ideen wurden nicht umgesetzt.
Bei einer neuerlichen Verhaftungswelle gegen die Swing-Jugend am 12. Mai 1943 wurde Bruno Himpkamp festgenommen. Er saß im Polizeigefängnis Fuhlsbüttel ein, am 6. Juni 1944 erfolgte eine Überstellung als Polizeihäftling in das KZ Neuengamme. Er war Hauptangeklagter im Verfahren gegen Bruno Himpkamp, Gerd Spitzbarth und Thorsten Müller, einem Teilverfahren der Prozesse gegen die Mitglieder der Hamburger Weißen Rose. Die Verhandlung fand am 19. April 1945 vor dem Volksgerichtshof in Hamburg in Himpkamps Abwesenheit statt. Er war bereits am 12. April 1945 durch amerikanische Truppen in Stendal befreit worden.